# Bevrijdingsmonument Pyongyang

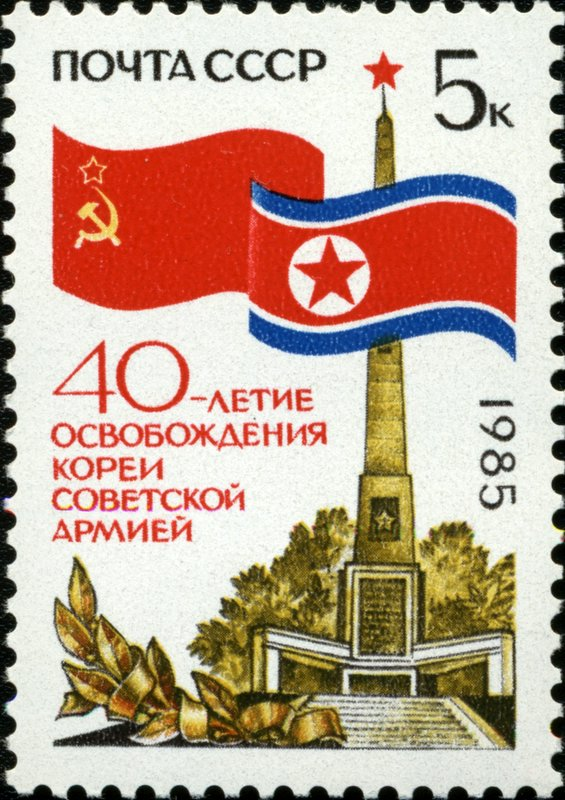
Sovjetpostzegel met afbeelding monument

Het Bevrijdingsmonument (Koreaans: 해방탑, haebangt'ap) is een monument in Pyongyang, de hoofdstad van Noord-Korea.
Het werd gebouwd in 1947 ter ere van de soldaten van het Rode Leger die deelnamen aan de bevrijding van Korea op Japan tijdens de laatste fase van de Tweede Wereldoorlog.
Op 24 augustus 1945 namen parachutisten van het Rode Leger de controle over Pyongyang over.
Het monument bestaat uit een stele met daarboven een vijfpuntige rode ster. Inclusief de ster komt de hoogte van het hele bouwwerk op 30 meter. De vierkante voet van het monument draagt een inscriptie op elk van de zijden. De tekst, in het Koreaans en Russisch, beschrijft het doel van het monument.
De Koreaanse tekst aan de voorzijde luidt:
위대한 쏘련 인민은 일본 제국주의를 쳐부시고 조선 인민을 해방하였다. 조선의 해방을 위하여 흘린 피로 조선 인민과 쏘련 인민의 친선은 더욱 굳게 맺어졌나니. 여기에 탑을 세워 전체 인민의 감사를 표하노라. 1945년 8월 15일.
Het grote Sovjetvolk versloeg de Japanse imperialisten en bevrijdde het Koreaanse volk. Het bloedvergieten door Sovjetsoldaten tijdens de bevrijding van Korea versterkte de vriendschapsbanden tussen de Koreaanse en Sovjetvolkeren nog meer. Dit monument werd opgericht als blijk van nationale dankbaarheid. 15 augustus 1945.
De tekst op de achterzijde luidt:

일본 제국주의자들의 강점으로부터 조선 인민을 해방하고 자유와 독립의 길을 열어준 위대한 쏘련 군대에 영광이 있으라! 1945년 8월 15일.
Eeuwige glorie aan het grote Sovjetleger dat het Koreaanse volk bevrijdde van de Japanse imperialisten en hen de weg wees naar vrijheid en onafhankelijkheid! 15 augustus 1945.
Het monument wordt vaak bezocht door officiële delegaties, maar ook door toeristen en stadsbewoners. Verder komen er pasgetrouwde echtparen voor trouwfoto’s.